# Blaues Wasser, weißer Tod
Blaues Wasser, weißer Tod (englischer Originaltitel: Blue Water, White Death), später auch erschienen als Killerhai, ist ein Dokumentarfilm der Regisseure Peter Gimbel und James Lipscomb aus dem Jahr 1971. Der Film handelt von der Suche nach dem Weißen Hai vor den Küsten Südafrikas, der Komoren und Madagaskars, Sri Lankas und Südaustraliens. Der Film wurde sowohl auf dem Boot, vom Boot wie auch im Wasser als Unterwasserfilm gedreht, teilweise bei Tauchgängen in Hilfe von Stahlkäfigen als Schutz vor Haibegegnungen. Zudem erzählen alle Expeditionsteilnehmer mehrfach in Form von kurzen Interviews über das Unternehmen und ihre Gedanken.
Die Produktion des Films erfolgte mit Hilfe der Cinema Center Films und kostete 1.050.000 US$. Die Reise des Filmteams dauerte neun Monate und begann im März 1969, die meiste Zeit wurde dabei für die Suche nach den Tieren auf einem alten Walfangschiff aufgewendet. Der Film wurde am 1. Juni 1971 mit viel Werbung von National General Pictures veröffentlicht und erschien noch im selben Jahr international. Im Kino wurde er ein Publikumserfolg und in zahlreichen Medien besprochen.
Blaues Wasser, weißer Tod inspirierte den Schriftsteller Peter Benchley zur Überarbeitung seines Romans Der weiße Hai (Originaltitel: Jaws) für das Drehbuch des vier Jahre später von Steven Spielberg produzierten und 1975 erschienenen gleichnamigen Films. Mehrere Team-Mitglieder arbeiteten später bei den Hai-Aufnahmen zu diesem Film mit.

## Inhalt
Der Film beginnt mit einer kurzen Vorstellung des Weißen Hais und listet einige schwere Unfälle mit Weißen Haien auf. Ausgehend von dieser Darstellung beschließt Peter Gimbel, den Weißen Hai zu filmen, und reist mit einer zu diesem Zweck zusammengestellten Film- und Tauchcrew nach Durban, Südafrika, wo regelmäßig Weiße Haie gesichtet werden. Dort dokumentieren sie unter anderem die Walfangindustrie des Landes und begleiten mit dem ehemaligen Walfangschiff Terrier VIII ein Schiff, das Pottwale harpuniert und dadurch Haie anlockt. Am ersten Tag filmt die Besatzung bereits sehr viele Haie, die von einem Walkadaver angelockt werden und an ihm fressen, darunter Graue Riffhaie (Carcharhinus amblyrhynchos), Blauhaie (Prionace glauca) und Weißspitzen-Hochseehaie (Carcharhinus longimanus). Nachdem allerdings auch am zweiten Tag kein Weißer Hai angelockt wird, beschließt das Team, nachts zu tauchen und mit Hilfe von Unterwasserlampen zu filmen. Dabei können sie, bis das Licht ausfällt, deutlich mehr Haie filmen als am Tag. Am Folgetag gelingt es ihnen, im freien Wasser und aus den Käfigen heraus zahlreiche Haie zu filmen, wobei sie die Haie teilweise mit elektrischen Haistöcken und ihren Kameras auf Abstand halten.

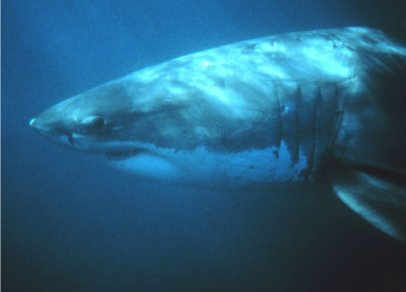
In dem Film begibt sich die Filmcrew, geleitet durch den Regisseur Peter Gimbel, auf die Suche nach dem Weißen Hai

Die Crew verlässt am Folgetag den Walkadaver und fährt nach Norden entlang der ostafrikanischen Küste in die Gewässer vor Mosambik, Madagaskar und die Komoren bis nach Grande Comore, wobei viele weitere Filmaufnahmen in Korallenriffen und Mangroven entstehen. Dabei werden zahlreiche Fische gefilmt, darunter Muränen, Barrakudas und Zackenbarsche sowie kleinere Riffhaie. Weiße Haie werden in dieser Zeit weiterhin nicht gefunden und die Crew beschließt, den Tipps französischer Bewohner der Insel zu folgen und zur Insel Vailheu Shoal zu fahren, wo Weiße Haie gesichtet wurden. Auch diese Reise blieb erfolglos und das Team fährt weiter bis nach Batticaloa an die Ostküste von Sri Lanka. Sie bekommen erneut Tipps, wo sie nach großen Haien suchen können, und fahren an die benannten Stellen. Aufgrund der örtlichen Begebenheiten müssen sie jedoch auf Tauchkäfige verzichten. In der Folge beginnt das Team, an der Durchführbarkeit ohne Käfige zu zweifeln, und beschließt, nach Durban zurückzukehren und später im Dangerous Reef vor der Küste von South Australia zu tauchen, das als Kolonie des Australischen Seelöwen und für seine große Dichte Weißer Haie bekannt ist.
Im Dangerous Reef gelingt es dem Team tatsächlich nach einiger Zeit, mit Hilfe von Ködern drei Weiße Haie anzulocken und aus den Tauchkäfigen heraus zu filmen. Die Käfige werden mehrfach von den Haien attackiert und zum Ende des Films wird der Käfig von Peter Gimbel von einem der Haie attackiert und von den Booten weggezogen. Es gelingt dem Team, den Käfig wieder einzuholen, verletzt wird niemand.

## Hintergrund und Wirkung

### Vorbereitungen und Dreharbeiten
Die ersten Gespräche zu dem Film führte der spätere Regisseur Peter Gimbel 1967 mit dem befreundeten Jack Schneider, der zu diesem Zeitpunkt Vizepräsident der Columbia Broadcasting System (CBS) war. Dieser verwies ihn an Cinema Center Felms, die Filmproduktionsfirma von CBS, wo die Idee aufgegriffen und mit einem mündlichen Vertrag bestätigt wurde. Gimbel erklärte in einem Interview mit der Washington Post, dass er bereits 1965 einen kurzen Dokumentarfilm über Blauhaie vor Montauk auf Long Island gedreht hatte und dadurch die Faszination für die Haie erhielt. Im Laufe des Jahres 1968 stellte Gimbel die Crew und das Equipment für den Film und die Suche nach dem Weißen Hai zusammen. Das Budget für den Film wurde zuerst auf 750.000 US$ angesetzt, stieg jedoch später auf eine Summe von etwa 1.050.000 US$, die von Cinema Center übernommen wurden.
Die Regie wurde von Peter Gimbel zusammen mit James Lipscomb, der vor allem für die Überwasseraufnahmen zuständig war, durchgeführt. Zu den weiteren Fotografen und Filmern gehörten die australischen Hai-Experten Ron Taylor und dessen Frau Valerie Taylor sowie Phil Clarkson, Stan Waterman, Peter Lake und Tom Chapin, Bruder von Harry Chapin, der auch die Songs schrieb und spielte, die während des Filmes zu hören sind. Hinzu kam der Abenteuer-Schriftsteller Peter Matthiessen, der 1974 das Buch Blue Meridian: The Search for the Great White Shark über die Suche und den Film veröffentlichte. Blue Water, White Death wurde von der von Gimbel eigens dafür gegründeten Blue Meridian Company gedreht.
Die Reise des Filmteams dauerte neun Monate und begann im März 1969, wobei die meiste Zeit für die Suche nach den Tieren aufgewendet wurde. Die ersten fünf Monate verbrachte das Team auf dem ehemaligen Walfangschiff Terrier III und reiste auf diesem von Südafrika bis Sri Lanka und zurück, ohne Weiße Haie zu finden. Nach einer Pause von fast vier Monaten reiste die Crew im Januar 1970 nach Port Lincoln in Australien und bereiste mit einer Motoryacht für zwei Wochen die Umgebung von Cape Catastrophe im Spencer Gulf im Lincoln-Nationalpark, erneut ohne Erfolg. Zuletzt reisten sie zum Dangerous Reef, wo sie endlich Erfolg hatten und mit einer Mischung aus Blut und Waltran, das sie über einen Zeitraum von 36 Stunden in das Wasser gaben, drei Weiße Hai anlocken konnten. Die Filmcrew blieb etwa eine Woche im Dangerous Reef und filmte teilweise vier bis fünf Weiße Haie gleichzeitig. Mathiessen beschrieb die erste Haisichtung in seinem Buch wie folgt:

“… the great fish breached, spun the sea awash and lunged after the skipping salmon tall (another bit of bait, pulled through the water by a line); we stared into its white oncoming mouth. ‘My God’ Gimbel shouted, astounded by the sight of his first white shark. The conical snout and the terrible shearing teeth and the dark eye like a hole were all in sicght, raised clear out of the water. Under the stern, with an audible whush, the shark took a last snap at the bait, then wheeled away.”

„… der große Fisch tauchte auf, drehte sich vom Wasser überdeckt und stürzte sich auf den angehängten Lachsschwanz (ein weiterer Köder, der an einem Seil durch das Wasser gezogen wurde); wir starrten auf das weiße herankommende Maul. ‚Mein Gott‘ rief Gimbel fasziniert vom Anblick seines ersten Weißen Hais. Die konische Schnauze, die schrecklichen Reißzähne und das dunkle Auge waren alle sichtbar, ragten deutlich aus dem Wasser.“

### Veröffentlichung
Bevor der Film veröffentlicht wurde, gab es Kürzungswünsche der Motion Picture Association of America, um die Bewertung des Films zu verbessern. Dabei wurden vor allem einige Flüche der Darsteller, die während der Aufnahmen in der Aufregung geäußert wurden, herausgeschnitten. Am 1. Juni 1971 wurde der Film mit viel Werbung von National General Pictures veröffentlicht, er erschien noch im selben Jahr international.
Gimbel gab in der Folge mehrere Interviews und erklärt seine Motivation für den Film und die Hintergründe zum Filmdreh und der Reise. So stellte er etwa im Interview mit der Washington Post heraus, dass er im Unterschied zu Dokumentarfilmen wie Die schweigende Welt und Welt ohne Sonne des französischen Regisseurs Jacques-Yves Cousteau den Zuschauern einen sehr viel stärker personalisierten und emotionaleren Film präsentieren wollte, bei denen sie sich an die Hauptdarsteller erinnern und sich in diese hineinversetzen sollten.

### Nachwirkungen

Blue Water, White Death inspirierte Peter Benchley bei dem Drehbuch zu dem Film Der Weiße Hai (Originaltitel: Jaws)

Der Film wurde 1971 als allererster Dokumentarfilm über den Weißen Hai veröffentlicht und erschien damit vier Jahre vor dem Tierhorrorfilm Der weiße Hai (Originaltitel: Jaws) von Steven Spielberg. Die durch Letzteren ausgelöste Massen-Angst vor dem Weißen Hai war 1971 noch nicht präsent, auch wenn der Hai bereits zu diesem Zeitpunkt als gefährliches Raubtier bekannt war. Ron und Valerie Taylor drehten später auch für Jaws mehrere Hai-Szenen im Dangerous Reef, die als Footage in den Film eingebaut wurden und das Buch von Matthiessen soll Peter Benchley nach eigenen Aussagen bei den Arbeiten am Drehbuch zu Jaws neben dem Film Blue Water, White Death  sehr stark beeinflusst haben. Neben diesen Quellen nutzte Benchley zudem den Film The Shark: Splendid Savage of the Sea (auf Deutsch Haie. Herrliche Räuber der See) von Jacques Cousteau, Shadows In The Sea von Thomas B. Allen und About Sharks And Shark Attacks von David H. Davies.
1975, nach dem Erfolg von Der weiße Hai, wurde der Film Blaues Wasser, weißer Tod von der Verleihfirma Cinema Center unter dem Alternativtitel Killerhai erneut veröffentlicht, um von der großen Nachfrage nach Hai-Filmen zu profitieren. Peter Gimbel selbst stellte 1971 klar, dass der Film zwar gedreht wurde, um den berüchtigten Weißen Hai zu filmen, er selbst und die Crew jedoch fasziniert waren von den beeindruckenden und schönen Tieren.

## Filmkritiken
Der Film wurde sowohl nach dem Erscheinen wie auch später mehrfach in Zeitungen behandelt und besprochen, wobei die Spanne der Kritik sehr unterschiedlich ausfällt. In einer zeitgenössischen Kritik des amerikanischen Filmkritikers Vincent Canby in der New York Times bezeichnete dieser den Film als recht unterhaltsamen, manchmal großartigen Dokumentarfilm („quite jolly, sometimes awesome, new documentary movie“). Das begleitende Buch Blue Meridian von Peter Matthiessen greift er ebenfalls auf und bescheinigt ihm, die Reise und Suche nach dem Weißen Hai „auf einer beschaulicheren Ebene“ („on a more introspective level“) zu beschreiben. Nach seiner Wertung ist Blue Water, White Death eine sehr konventionelle Dokumentation des romantischen Erlebnisses der Reise und er vergleicht die herrschende Stimmung mit dem Rover-Boys-Ton des Surfer-Films The Endless Summer von Bruce Brown. Erreicht und untermalt wird dies durch mehrere selbstbewusste Darstellungen der Begebenheiten der Reise, die mehrfache Nutzung von „schamroten“ Sonnenuntergängen und die Einspielung der Folksongs von Tom Chapin während der Reise. Zugleich enthält der Film seiner Ansicht nach jedoch einige der schönsten und atemberaubendsten Unterwasseraufnahmen, die er je gesehen hatte. Dabei hebt er neben den Haiszenen in Südafrika verschiedene weitere Aufnahmen hervor, um schließlich die Endszenen und die Begegnung mit dem Weißen Hai vor der Küste Südaustraliens aus den Tauchkäfigen heraus als Klimax herauszustellen und zu betonen, dass diese Aufnahmen wohl einzigartig seien. Dabei fragt er, warum man als Taucher so etwas tut („Why, in heaven’s name, do people do this sort of thing?“), und beantwortet dies mit einem Zitat von Peter Gimbel aus dem Buch von Mathiessen:

“Danger doesn’t interest me … but I’m curious and I think everybody’s curious to find out just what their limits are under situations that exert a certain amount of stress on them.”

„Gefahr interessiert mich nicht … aber ich bin neugierig und ich denke, jeder ist interessiert herauszufinden, wo seine Grenzen in Situationen sind, die einen gewissen Grad an Streß auf sie ausüben.“

Er führt weiter aus, dass der Film nicht spekuliert, sondern vor allem die Menschen zeigt, die ihre Neugierde bis zum Äußersten treiben und ihre Begeisterung nach den Tauchgängen zeigen. Die Bedeutung des Unterfangens für die Beteiligten wird an einigen Stellen so privat, dass keine Form der Sprache sie ausdrücken kann. Nach Canbys Ansicht kann der Film Menschen wie Peter Gimbel und seine Crew nicht erklären, er kann sie jedoch beschreiben. Als Herz des Films betrachtet er dessen „Action“ zusammen mit dem enormen technischen Verständnis und die Reinheit, die es so poetisch macht, wie er lang nichts mehr gesehen hat:

“However, the heart of the film is its action, recorded with immense technical skill, and it is so pure that it’s as poetic as anything I’ve seen on the screen in a long, long time.”

„Allerdings ist das Herz des Films seine Handlung, gefilmt mit immensen technischen Fertigkeiten, und er ist so rein daß er so poetisch als Alles, was ich seit langer, langer Zeit auf der Leinwand gesehen habe.“

Gemäß Richard Combs im Monthly Film Bulletin ist nicht klar, wodurch der Film seine unverwechselhafte, typische Stimmung erhält. Zum einen verliehen die ungewohnt professionelle Nutzung des Breitbildformats und die Serie beeindruckender visueller Effekte dem Film einen sehr anspruchsvollen Eindruck, auf der anderen Seite erfahre der Betrachter über das zentrale Element des Films, den Weißen Hai, nur sehr wenig. Da dieser nur für eine sehr kurze Sequenz am Ende des Films auftauche, befasst sich der Film nahezu vollständig mit der missglückten Suche nach dem Tier. Nach Combs kommt Gimbel damit seiner Aussage, er wolle keinen wissenschaftlich präzisen Film drehen, sondern eine wahre und aufregende Reise und Suche schildern, sehr nahe. Er erreicht dies durch die Form des klassischen Erzählkinos mit einem klassischen Spannungsaufbau und einem Höhepunkt, bei dem der Weiße Hai mehr als Star des Films als Ergebnis der Suche am Ende auftaucht. Die Monate der Vorbereitung und Suche wurden dafür so arrangiert, dass sie eine Kette von gut ausbalancierten Ereignissen und Dokumentationen über und unter Wasser liefern, immer mit einer beeindruckenden Perspektive, bei der die Kamera in der Regel unsichtbar und nur gelegentlich in Form eines Cinéma vérité in Szene gesetzt wird. Einige Szenen werden dabei erstaunlich gut und teilweise bizarr gefilmt, etwa die nächtlichen Tauchszenen inmitten der Haie am Walkadaver. Die anschließenden Begegnungen und Filmszenen und der fast spielerische Umgang mit der Muräne und den Barrakudas macht den Zuschauer neugierig auf die Begegnung mit dem Weißen Hai. Und die Aggressivität, mit der er am Ende auftaucht und die Käfige attackiert, steht im strengen Gegensatz zu diesen Szenen. Dabei wird auf Erklärungen verzichtet, um die Beschreibung Gimbels als Fressmaschine zu unterstreichen:

“The Great White is the best eating machine in the world. … There is no passion in his attack. If they don’t get anything they just go off and eat something else. Man is just another thing to eat.”

„Der Große Weiße ist die beste Fressmaschine der Welt. … In seinem Angriff ist keine Leidenschaft.Wenn sie nichts bekommen, drehen sie einfach ab und fressen irgendetwas anderes. Der Mensch ist nur etwas anderes zum Fressen.“

Wayen Warga schrieb in der Los Angeles Times über den unglaublichen Erfolg des Films Blue Water, White Death und dessen Entstehung. Nach seiner Darstellung war sich die Filmfirma Cinema Center Films bewusst, einen guten und zugleich schwer vermarktbaren Film zu haben, mit dem Erfolg hatte sie jedoch nicht gerechnet. Er bezeichnete die Aufnahmen des Films als einige der aufregendsten und besten Unterwasseraufnahmen, die das Publikum bislang gesehen hat. Als Gründe für den Erfolg, den der Film hatte, zitierte er Peter Gimbel. Dieser sah vor allem das wachsende Interesse an den Naturwissenschaften in der Folge der Mondlandung Ende der 1960er Jahre und das Erwachsen der Ökologie-Bewegungen Anfang der 1970er Jahre als wesentlichen Erfolgsfaktor:

“It is extremely lucky timing. The climate five years ago wouldn’t have worked for this picture. In the last several years there has been a phenomenal rekindling of interest in the natural sciences, especially the moon and the sea. The ecology movement has been born. All of those things come together in this film.”

„Es ist ein extrem glückliches Timing. Das Klima fünf Jahre früher hätte für den Film nicht funktioniert. In den letzten Jahren gab es ein ennormes Wiedererwachen des Interesses für Naturwissenschaften, vor allem zum Mond und zum Meer. Die Ökologiebewegung wurde geboren. Alle diese Dinge kamen zusammen für diesen Film.“

Nach einer Kritik des film-dienstes im Munzinger-Archiv zielt der Film „mit seiner Darstellung der Angriffslust der Raubtiere auf Gruseleffekte“, während „neuere Methoden der Verhaltensbeobachtung […] nicht angewandt werden.“ Dieser Kritik folgend ist es aufgrund „dieses begrenzten Blickwinkels, trotz eindrucksvoller Unterwasseraufnahmen, ein eher langweiliger Film.“ Die Kritik lobt die hervorragenden Aufnahmen und einige Gruseleffekte bei den Hai-Aufnahmen, „viel mehr über das Leben dieser Tiere, als was in Hans-Hass-Filmen bereits zu sehen war, erfährt man allerdings nicht“, und obwohl der Zuschauer optisch in die Unterwasserwelt eingeführt wird, wird nicht mitgeteilt, „nach welchen Gesetzen diese Welt lebt, wie sich die Lebensbedingungen dieser Tiere gestalten“. Die Kritik resümiert:

„Dazu hätte es neben der Taucher- und Kameraausrüstung des Instrumentariums der Verhaltensforschung bedurft. So enthält der Film, fixiert auf die Angriffs- und Freßlust der Haie, unnötige Längen, die mühsam durch Gespräche der Tauchermannschaft überbrückt werden. Da der Zuschauer jedoch vorher im Bild sah, was nachher erzählt wird, fühlt er sich über weite Strecken gelangweilt.“

Peter Gimbel hatte bereits 1971 erläutert, dass er den Film ohne einen tieferen didaktischen Anspruch und wissenschaftliche Vorgaben gedreht hatte.